# Église Saint-Hippolyte de Saint-Hippolyte (Cantal)
Pour les articles homonymes, voir Église Saint-Hippolyte.
L'église Saint-Hippolyte est une église catholique située à Saint-Hippolyte, en France.
Elle fait l'objet d'une protection au titre des monuments historiques.

## Localisation
L'église Saint-Hippolyte est située dans le Nord du département français du Cantal, au cœur du bourg de Saint-Hippolyte, en bordure de la route départementale 49.

## Historique
Dépendant de la seigneurie d'Apchon, l'église a été bâtie au XIe siècle et modifiée au XVe siècle.
L'édifice est inscrit au titre des monuments historiques le 16 mars 1934.

## Objets mobiliers
Trois objets de l'église sont classés au titre des monuments historiques depuis 1908 : les deux cloches en bronze datant de 1660 et de 1898, et un garde-corps de tribune en chêne composé de quatorze panneaux sculptés.

## Galerie de photos

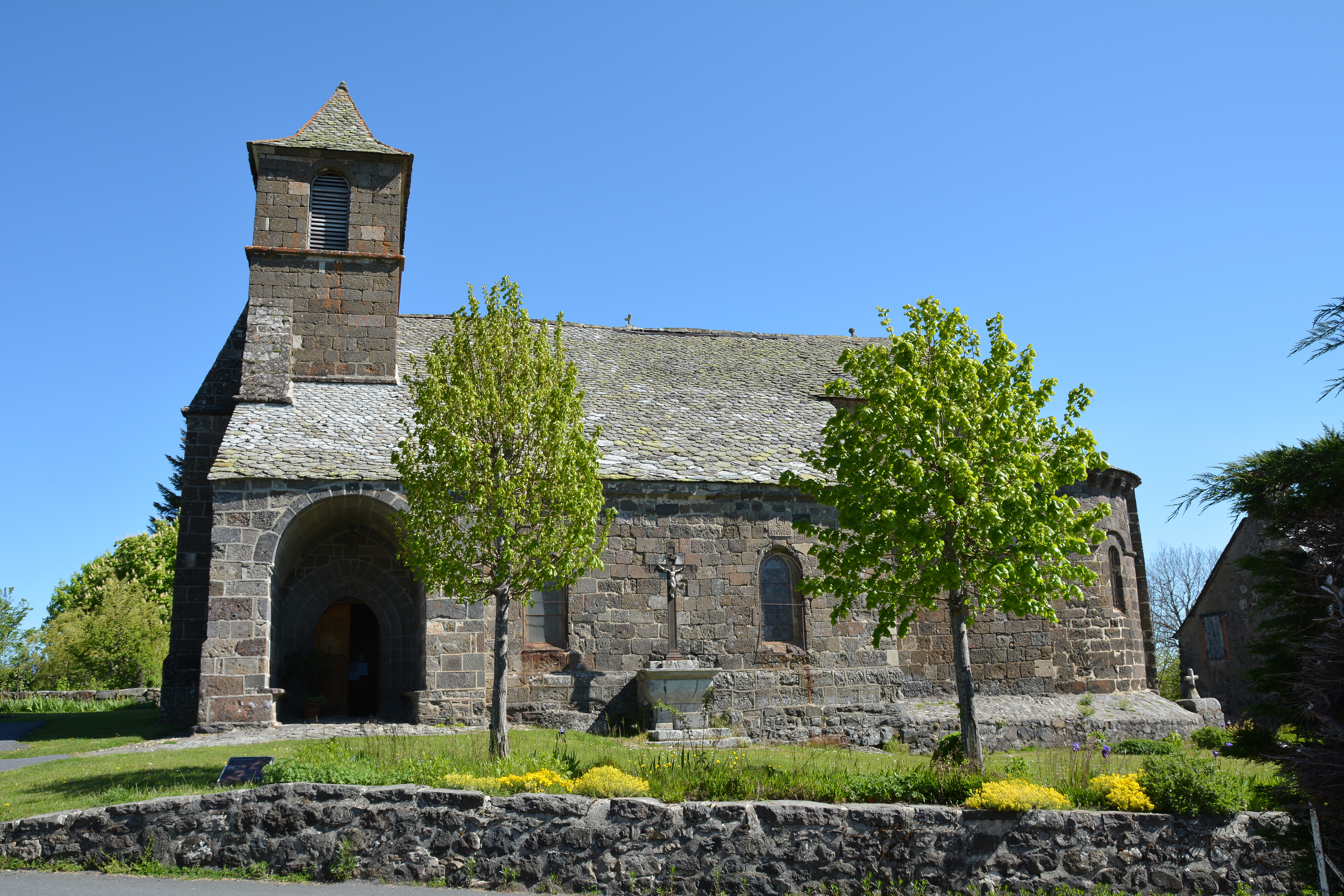
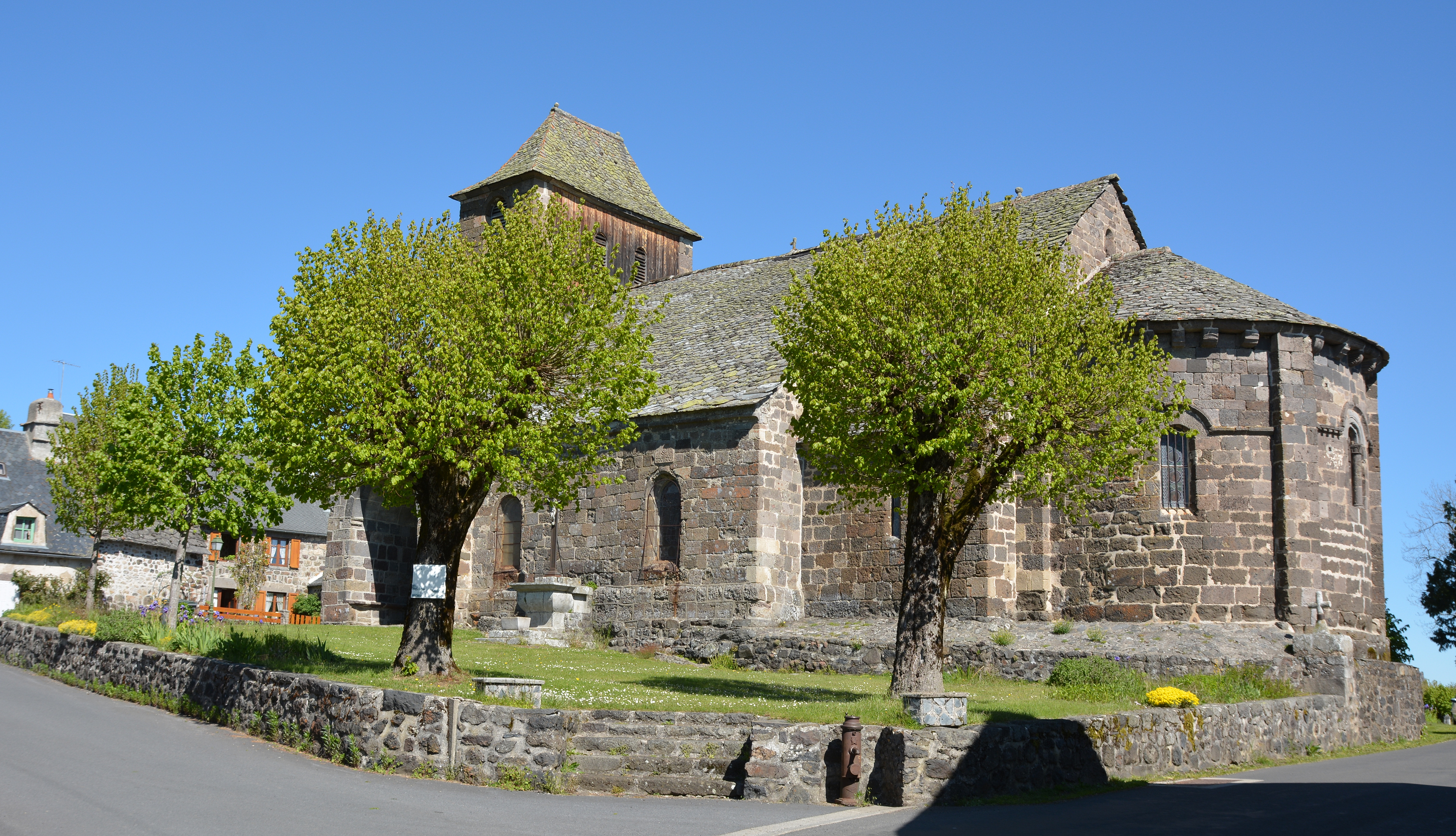
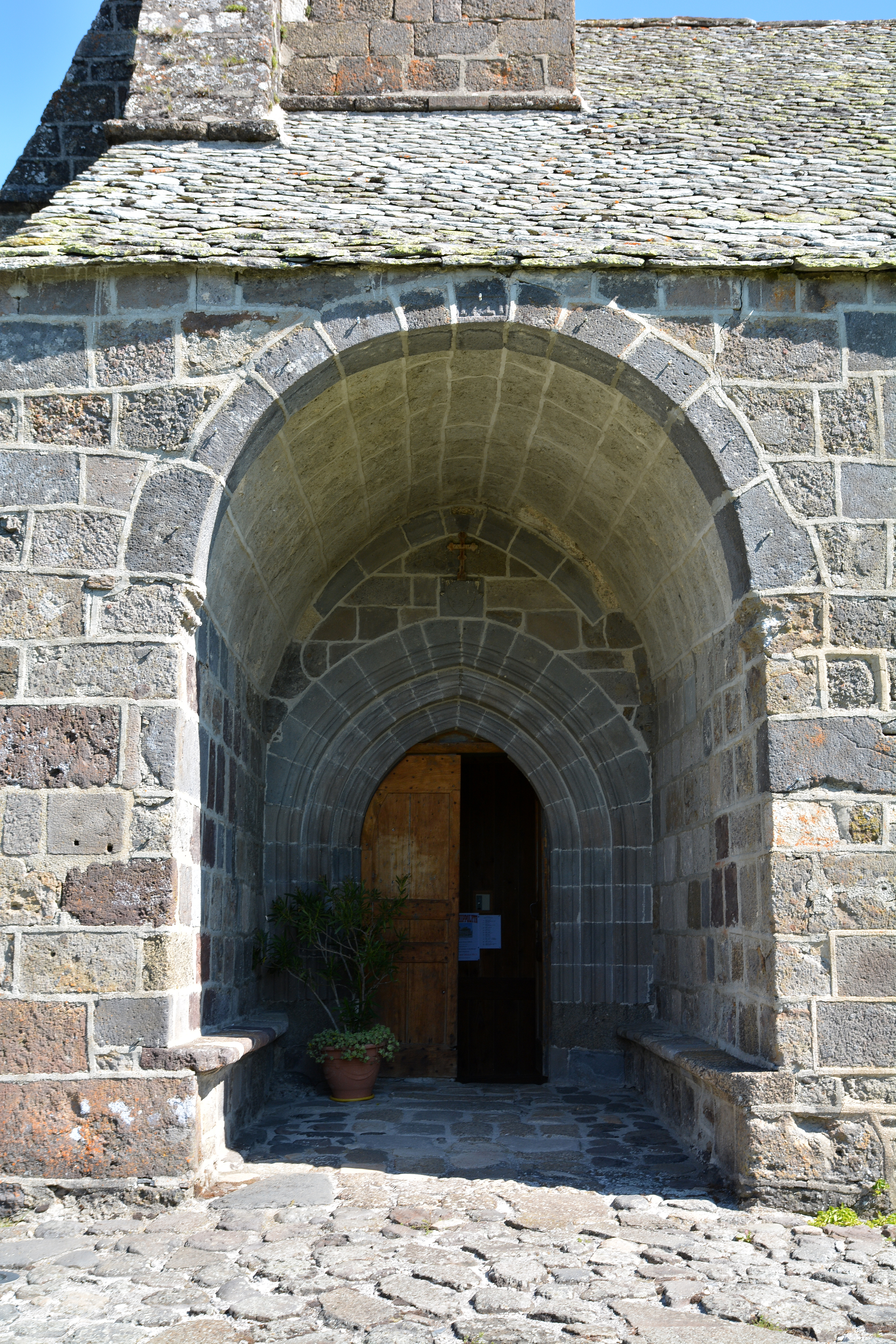
Le porche.
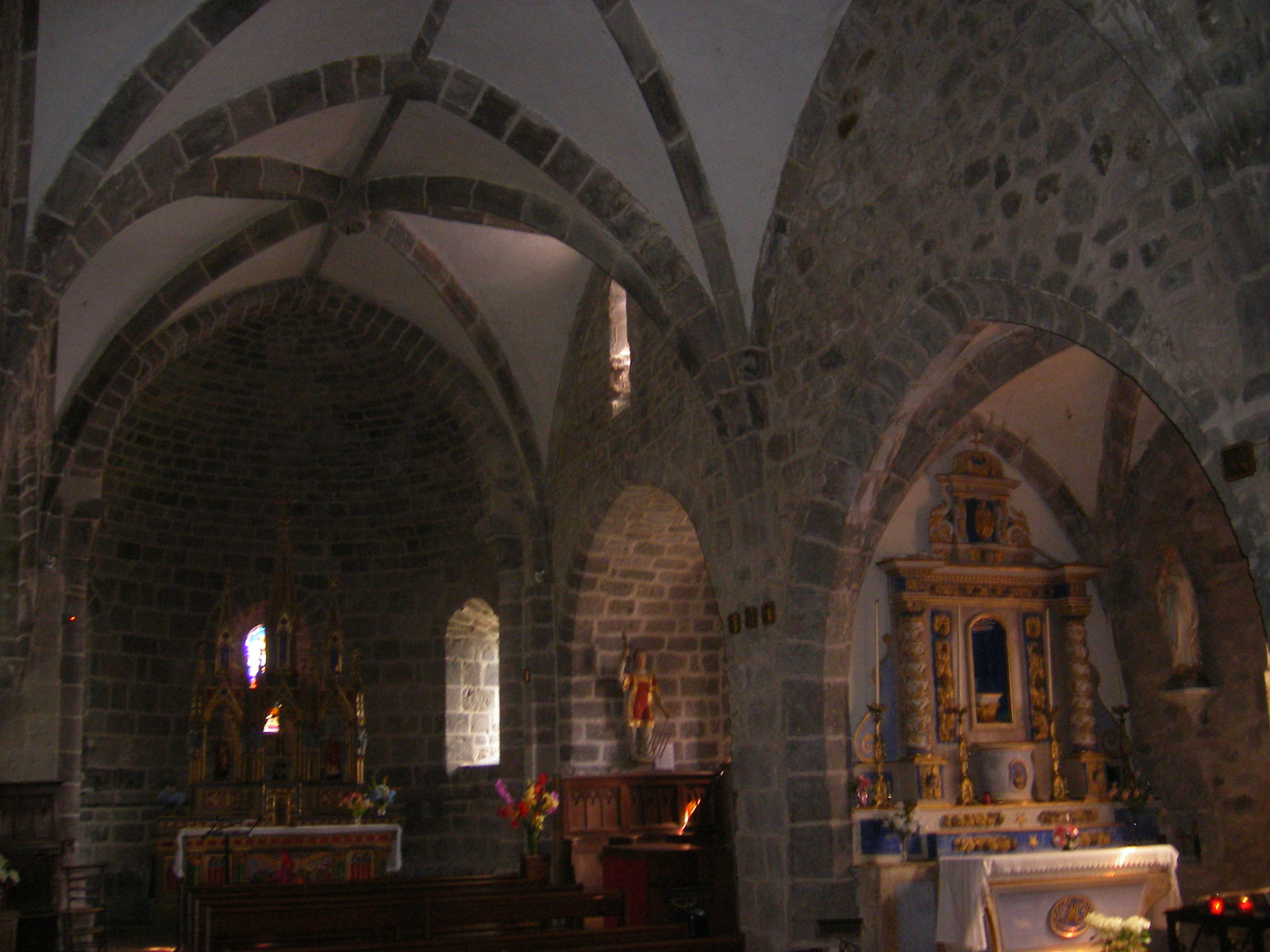
L'intérieur.